# Liupan Shan
Der Liupan Shan auch Liupan-Gebirge (Liupan Shan 六盘山, auch Liupan Shanmai 六盘山脉 oder (für den südlichen Teil) Long Shan 陇山) in Süd-Ningxia und Ost-Gansu ist einer der wenigen von Norden nach Süden verlaufenden Gebirgszüge Chinas im Grenzgebiet der chinesischen Provinzen Ningxia, Gansu und Shaanxi. 
Es ist ca. 240 km lang und bildet die Wasserscheide zwischen den Flüssen Wei He 渭河 und Jing He 泾河. Sein Hauptgipfel ist der Migang Shan 米缸山 an der Grenze von Jingyuan 泾源 und Longde 隆德 mit 2942 m.